# Sport-Club Freiburg 1992-1993
Questa voce raccoglie le informazioni riguardanti lo Sport-Club Freiburg nelle competizioni ufficiali della stagione 1992-1993.

## Stagione
Nella stagione 1992-1993 il Friburgo, allenato da Volker Finke, concluse il campionato di 2. Bundesliga al 1º posto. In Coppa di Germania il Friburgo fu eliminato al secondo turno dall'Hertha Berlino.

## Rosa
| N. |                     | Ruolo | Calciatore             |
| -- | ------------------- | ----- | ---------------------- |
| 3  | Germania (bandiera) | D     | Thomas Vogel           |
| 9  | Germania (bandiera) | C     | Jens Todt              |
| 10 | Germania (bandiera) | C     | Maximilian Heidenreich |
| 11 | Germania (bandiera) | A     | Uwe Spies              |
| 12 | Germania (bandiera) | C     | Ralf Kohl              |
| 14 | Albania (bandiera)  | A     | Altin Rraklli          |
| 15 | Germania (bandiera) | C     | Oliver Freund          |
| 19 | Germania (bandiera) | C     | Andreas Bornemann      |
| 20 | Croazia (bandiera)  | D     | Damir Burić            |
| 24 | Germania (bandiera) | P     | Stefan Beneking        |
|    | Germania (bandiera) | P     | Carsten Eisenmenger    |

| N. |                        | Ruolo | Calciatore      |
| -- | ---------------------- | ----- | --------------- |
|    | Stati Uniti (bandiera) | D     | Paul Caligiuri  |
|    | Germania (bandiera)    | D     | Martin Käfer    |
|    | Germania (bandiera)    | D     | Volker Ruoff    |
|    | Germania (bandiera)    | D     | Thomas Schmidt  |
|    | Costa Rica (bandiera)  | C     | Austin Berry    |
|    | Germania (bandiera)    | C     | Martin Braun    |
|    | Germania (bandiera)    | C     | Michael Pfahler |
|    | Germania (bandiera)    | C     | Stefan Sartori  |
|    | Germania (bandiera)    | C     | Thomas Seeliger |
|    | Germania (bandiera)    | C     | Christian Simon |
|    | Germania (bandiera)    | C     | Andreas Zeyer   |

## Organigramma societario
Area tecnica
- Allenatore: Volker Finke
- Allenatore in seconda: Achim Sarstedt
- Preparatore dei portieri:
- Preparatori atletici:

## Calciomercato

### Sessione estiva
| Acquisti | Acquisti               | Acquisti    | Acquisti |
| R.       | Nome                   | da          | Modalità |
| -------- | ---------------------- | ----------- | -------- |
| P        | Stefan Beneking        | Havelse     |          |
| C        | Austin Berry           | Alajuelense |          |
| C        | Oliver Freund          | Hannover 96 |          |
| C        | Maximilian Heidenreich | Basilea     |          |
| A        | Altin Rraklli          | Besa Kavajë |          |
| C        | Thomas Schweizer       | Basilea     |          |
| C        | Thomas Seeliger        | Nancy       |          |
| D        | Thomas Vogel           | Havelse     |          |

| Cessioni | Cessioni          | Cessioni          | Cessioni |
| R.       | Nome              | a                 | Modalità |
| -------- | ----------------- | ----------------- | -------- |
| C        | Thomas Schweizer  | Chemnitz          |          |
| P        | Thomas Ehreiser   | Freiburger        |          |
| A        | Midhat Gluhačević | Stahl Brandeburgo |          |
| A        | Michael Renner    | Freiburger        |          |
| P        | Gerd Sachs        | Jahn Ratisbona    |          |
| C        | Michael Zeyer     | Kaiserslautern    |          |

### Sessione invernale
| Acquisti | Acquisti | Acquisti | Acquisti |
| R.       | Nome     | da       | Modalità |
| -------- | -------- | -------- | -------- |

| Cessioni | Cessioni      | Cessioni  | Cessioni |
| R.       | Nome          | a         | Modalità |
| -------- | ------------- | --------- | -------- |
| A        | Andree Fincke | Wolfsburg |          |

## Risultati

### 2. Bundesliga

#### Girone di andata
| Arbitro: | Assenmacher |

|                        |           |                        |
| Steinbach 7’ Linke 48’ | Marcatori | 39’ Seeliger 62’ Zeyer |

| Arbitro: | Schäfer |

|                     |           |  |
| Zeyer 66’ Braun 73’ | Marcatori |  |

| Arbitro: | Fischer |

|                                                |           |  |
| Kohl 34’ Braun 62’ Rraklli 79’ Heidenreich 83’ | Marcatori |  |

| Arbitro: | Prengel |

|                                |           |                                   |
| Schwerinski 37’ Reich 39’, 78’ | Marcatori | 3’ Seeliger 59’ Braun 65’ Rraklli |

| Arbitro: | Schmidhuber |

|                        |           |  |
| Fincke 12’ Rraklli 84’ | Marcatori |  |

| Arbitro: | Malbranc |

|             |           |                                                     |
| Pröpper 76’ | Marcatori | 21’ Spies 36’ Fincke 56’ Todt 64’ Seeliger 86’ Kohl |

| Arbitro: | Scheuerer |

|                               |           |             |
| Zeyer 11’ Braun 48’ Burić 58’ | Marcatori | 52’ Gerlach |

| Arbitro: | Weise |

|             |           |                     |
| Wohlert 30’ | Marcatori | 40’ Spies 49’ Burić |

| Friburgo in Brisgovia 15 agosto 1992, ore 15:30 CEST 9ª giornata | Friburgo  | 0 – 0 referto | Magonza | Dreisamstadion (9 200 spett.)\| Arbitro: \| Brandauer \| |
| Arbitro:                                                         | Brandauer |               |         |                                                          |

| Arbitro: | Strampe |

|            |           |  |
| Preetz 78’ | Marcatori |  |

| Arbitro: | Albrecht |

|              |           |            |
| Seeliger 30’ | Marcatori | 87’ Thoben |

| Arbitro: | Leimert |

|               |           |                                          |
| Jurgeleit 21’ | Marcatori | 9’ Fincke 75’, 90’ Todt 78’, 86’ Rraklli |

| Arbitro: | Wagner |

|                         |           |           |
| Fincke 30’ Seeliger 39’ | Marcatori | 90’ Manzi |

| Arbitro: | Steinborn |

|               |           |                        |
| Schmöller 65’ | Marcatori | 28’ Seeliger 71’ Spies |

| Arbitro: | Werthmann |

|            |           |          |
| Freund 36’ | Marcatori | 23’ Malz |

| Arbitro: | Brandt-Chollé |

|         |           |                               |
| Aden 8’ | Marcatori | 33’ Braun 52’ Todt 85’ Freund |

| Arbitro: | Wittke |

|            |           |  |
| Freund 24’ | Marcatori |  |

| Arbitro: | Fröhlich |

|                                              |           |             |
| Straka 40’ Voigt 50’ Hartwig 69’ Tönnies 90’ | Marcatori | 34’ Schmidt |

| Arbitro: | Boos |

|                            |           |               |
| Rraklli 27’ Zeyer 74’, 90’ | Marcatori | 76’ Schneider |

| Arbitro: | Merk |

|                      |           |                     |
| García 86’ Hangl 87’ | Marcatori | 46’ Spies 76’ Braun |

| Arbitro: | Buchhart |

|                       |           |          |
| Vogel 21’ Rraklli 47’ | Marcatori | 27’ März |

| Arbitro: | Stenzel |

|            |           |                                    |
| Buncol 23’ | Marcatori | 20’ Spies 38’ Todt 70’ Heidenreich |

| Arbitro: | Strigel |

|                  |           |  |
| Rraklli 28’, 78’ | Marcatori |  |

#### Girone di ritorno
| Arbitro: | Amerell |

|                                                          |           |           |
| Braun 24’, 33’, 45’ Spies 48’ Brand 76’ (aut.) Burić 83’ | Marcatori | 59’ Linke |

| Arbitro: | Kasper |

|                                      |           |             |
| Kuhn 9’ Schmidt 21’ (aut.) Imhof 83’ | Marcatori | 15’ Rraklli |

| Arbitro: | Schäfer |

|  |           |                       |
|  | Marcatori | 10’ Rraklli 79’ Zeyer |

| Arbitro: | Domurat |

|            |           |                     |
| Freund 27’ | Marcatori | 33’, 73’, 89’ Reich |

| Arbitro: | Osmers |

|                    |           |                             |
| Veit 4’ Gerber 60’ | Marcatori | 14’ Rraklli 85’ Heidenreich |

| Arbitro: | Kiefer |

|             |           |                 |
| Rraklli 90’ | Marcatori | 57’ Jakubauskas |

| Arbitro: | Willems |

|                |           |          |
| Holetschek 16’ | Marcatori | 1’ Berry |

| Arbitro: | Weber |

|                       |           |                           |
| Dickgießer 37’ (aut.) | Marcatori | 40’ Kirsten 70’ Weidemann |

| Arbitro: | Fischer |

|  |           |                     |
|  | Marcatori | 44’ Spies 70’ Simon |

| Arbitro: | Robel |

|                                 |           |            |
| Spies 25’ Rraklli 54’ Braun 62’ | Marcatori | 75’ Tarnat |

| Arbitro: | Assenmacher |

|                                 |           |              |
| Faltin 22’ Bujan 43’ Helmer 64’ | Marcatori | 66’ Seeliger |

| Arbitro: | Schmidt |

|                    |           |                 |
| Zeyer 28’ Todt 33’ | Marcatori | 45’, 62’ Hubner |

| Arbitro: | Hauer |

|  |           |           |
|  | Marcatori | 26’ Zeyer |

| Arbitro: | Dardenne |

|                                            |           |                      |
| Braun 32’, 60’ Heidenreich 47’ Rraklli 56’ | Marcatori | 12’ Gries 36’ Basler |

| Arbitro: | Löwer |

|  |           |                                    |
|  | Marcatori | 21’ Todt 57’ Braun 66’ Heidenreich |

| Arbitro: | Schmidhuber |

|                                    |           |                |
| Spies 17’ Todt 76’ Heidenreich 79’ | Marcatori | 86’ Kretschmer |

| Arbitro: | Habermann |

|                            |           |  |
| Anders 34’ Bittencourt 89’ | Marcatori |  |

| Arbitro: | Wagner |

|                             |           |             |
| Braun 36’, 55’ Seeliger 47’ | Marcatori | 85’ Tönnies |

| Arbitro: | Gläser |

|                        |           |                           |
| Brandts 8’ Lottner 14’ | Marcatori | 27’ Heidenreich 81’ Simon |

| Arbitro: | Kemmling |

|                                         |           |               |
| Spies 38’, 76’ Rraklli 40’ Seeliger 88’ | Marcatori | 46’, 53’ Löbe |

| Arbitro: | Ziller |

|  |           |          |
|  | Marcatori | 21’ Kohl |

| Arbitro: | Mölm |

|                                               |           |            |
| Todt 4’, 60’ Schmidt 23’ Simon 43’ Freund 64’ | Marcatori | 15’ Winter |

| Arbitro: | Theobald |

|                                       |           |                       |
| Sievers 49’ Marquardt 63’ Grether 81’ | Marcatori | 37’ Seeliger 68’ Todt |

### Coppa di Germania
| Arbitro: | Amerell |

|                          |           |                                             |
| Seeliger 31’ Rraklli 65’ | Marcatori | 59’ Lünsmann 72’ Gries 74’ Basler 89’ Gezen |

## Statistiche

### Statistiche di squadra
| Competizione      | Punti | In casa | In casa | In casa | In casa | In casa | In casa | In trasferta | In trasferta | In trasferta | In trasferta | In trasferta | In trasferta | Totale | Totale | Totale | Totale | Totale | Totale | DR  |
| Competizione      | Punti | G       | V       | N       | P       | Gf      | Gs      | G            | V            | N            | P            | Gf           | Gs           | G      | V      | N      | P      | Gf     | Gs     | DR  |
| ----------------- | ----- | ------- | ------- | ------- | ------- | ------- | ------- | ------------ | ------------ | ------------ | ------------ | ------------ | ------------ | ------ | ------ | ------ | ------ | ------ | ------ | --- |
| 2. Bundesliga     | 65    | 23      | 16      | 5       | 2       | 56      | 23      | 23           | 11           | 6            | 6            | 46           | 34           | 46     | 27     | 11     | 8      | 102    | 57     | +45 |
| Coppa di Germania | -     | 1       | 0       | 0       | 1       | 2       | 4       | 0            | 0            | 0            | 0            | 0            | 0            | 1      | 0      | 0      | 1      | 2      | 4      | -2  |
| Totale            | 65    | 24      | 16      | 5       | 3       | 58      | 27      | 23           | 11           | 6            | 6            | 46           | 34           | 47     | 27     | 11     | 9      | 104    | 61     | +43 |

### Andamento in campionato
| Giornata  | 1 | 2 | 3 | 4 | 5 | 6 | 7 | 8 | 9 | 10 | 11 | 12 | 13 | 14 | 15 | 16 | 17 | 18 | 19 | 20 | 21 | 22 | 23 | 24 | 25 | 26 | 27 | 28 | 29 | 30 | 31 | 32 | 33 | 34 | 35 | 36 | 37 | 38 | 39 | 40 | 41 | 42 | 43 | 44 | 45 | 46 |
| --------- | - | - | - | - | - | - | - | - | - | -- | -- | -- | -- | -- | -- | -- | -- | -- | -- | -- | -- | -- | -- | -- | -- | -- | -- | -- | -- | -- | -- | -- | -- | -- | -- | -- | -- | -- | -- | -- | -- | -- | -- | -- | -- | -- |
| Luogo     | T | C | C | T | C | T | C | T | C | T  | C  | T  | C  | T  | C  | T  | C  | T  | C  | T  | C  | T  | C  | C  | T  | T  | C  | T  | C  | T  | C  | T  | C  | T  | C  | T  | C  | T  | C  | T  | C  | T  | C  | T  | C  | T  |
| Risultato | N | V | V | N | V | V | V | V | N | P  | N  | V  | V  | V  | N  | V  | V  | P  | V  | N  | V  | V  | V  | V  | P  | V  | P  | N  | N  | N  | P  | V  | V  | P  | N  | V  | V  | V  | V  | P  | V  | N  | V  | V  | V  | P  |
| Posizione | 8 | 5 | 1 | 3 | 2 | 2 | 1 | 1 | 1 | 1  | 1  | 1  | 1  | 1  | 1  | 1  | 1  | 1  | 1  | 1  | 1  | 1  | 1  | 1  | 1  | 1  | 1  | 1  | 1  | 1  | 1  | 1  | 1  | 1  | 1  | 1  | 1  | 1  | 1  | 1  | 1  | 1  | 1  | 1  | 1  | 1  |

Legenda:

Luogo: C = Casa; T = Trasferta. Risultato: V = Vittoria; N = Pareggio; P = Sconfitta.

### Statistiche dei giocatori
| Giocatore      | 2. Bundesliga | 2. Bundesliga | 2. Bundesliga | 2. Bundesliga | Coppa di Germania | Coppa di Germania | Coppa di Germania | Coppa di Germania | Totale   | Totale | Totale      | Totale     |
| Giocatore      | Presenze      | Reti          | Ammonizioni   | Espulsioni    | Presenze          | Reti              | Ammonizioni       | Espulsioni        | Presenze | Reti   | Ammonizioni | Espulsioni |
| -------------- | ------------- | ------------- | ------------- | ------------- | ----------------- | ----------------- | ----------------- | ----------------- | -------- | ------ | ----------- | ---------- |
| S. Beneking    | 12            | 0             | 1             | 0             | 1                 | 0                 | 0                 | 0                 | 13       | 0      | 1           | 0          |
| A. Berry       | 11            | 1             | 0             | 0             | 0                 | 0                 | 0                 | 0                 | 11       | 1      | 0           | 0          |
| A. Bornemann   | 0             | 0             | 0             | 0             | 0                 | 0                 | 0                 | 0                 | 0        | 0      | 0           | 0          |
| M. Braun       | 45            | 15            | 9             | 0             | 0                 | 0                 | 0                 | 0                 | 45       | 15     | 9           | 0          |
| D. Burić       | 26            | 3             | 4             | 1             | 1                 | 0                 | 0                 | 1                 | 27       | 3      | 4           | 2          |
| P. Caligiuri   | 1             | 0             | 0             | 0             | 0                 | 0                 | 0                 | 0                 | 1        | 0      | 0           | 0          |
| C. Eisenmenger | 34            | 0             | 0             | 0             | 0                 | 0                 | 0                 | 0                 | 34       | 0      | 0           | 0          |
| A. Fincke      | 16            | 4             | 0             | 1             | 0                 | 0                 | 0                 | 0                 | 16       | 4      | 0           | 1          |
| O. Freund      | 31            | 5             | 7             | 0             | 1                 | 0                 | 0                 | 0                 | 32       | 5      | 7           | 0          |
| M. Heidenreich | 46            | 7             | 12            | 1             | 1                 | 0                 | 1                 | 0                 | 47       | 7      | 13          | 1          |
| R. Kohl        | 36            | 3             | 7             | 0             | 1                 | 0                 | 0                 | 0                 | 37       | 3      | 7           | 0          |
| M. Käfer       | 11            | 0             | 0             | 0             | 0                 | 0                 | 0                 | 0                 | 11       | 0      | 0           | 0          |
| M. Pfahler     | 11            | 0             | 1             | 0             | 0                 | 0                 | 0                 | 0                 | 11       | 0      | 1           | 0          |
| A. Rraklli     | 37            | 16            | 6             | 0             | 1                 | 1                 | 0                 | 0                 | 38       | 17     | 6           | 0          |
| V. Ruoff       | 22            | 0             | 2             | 0             | 1                 | 0                 | 0                 | 0                 | 23       | 0      | 2           | 0          |
| S. Sartori     | 0             | 0             | 0             | 0             | 0                 | 0                 | 0                 | 0                 | 0        | 0      | 0           | 0          |
| T. Schmidt     | 40            | 2             | 17            | 0             | 1                 | 0                 | 1                 | 0                 | 41       | 2      | 18          | 0          |
| T. Schweizer   | 1             | 0             | 0             | 0             | 0                 | 0                 | 0                 | 0                 | 1        | 0      | 0           | 0          |
| T. Seeliger    | 45            | 10            | 6             | 0             | 1                 | 1                 | 0                 | 0                 | 46       | 11     | 6           | 0          |
| C. Simon       | 15            | 3             | 3             | 0             | 1                 | 0                 | 0                 | 0                 | 16       | 3      | 3           | 0          |
| U. Spies       | 41            | 11            | 2             | 0             | 1                 | 0                 | 0                 | 0                 | 42       | 11     | 2           | 0          |
| J. Todt        | 42            | 11            | 5             | 1             | 1                 | 0                 | 0                 | 0                 | 43       | 11     | 5           | 1          |
| T. Vogel       | 23            | 1             | 5             | 0             | 1                 | 0                 | 0                 | 0                 | 24       | 1      | 5           | 0          |
| A. Zeyer       | 41            | 8             | 4             | 0             | 0                 | 0                 | 0                 | 0                 | 41       | 8      | 4           | 0          |